# Rychlobruslení na Zimních olympijských hrách 2022 – 10 000 metrů muži
Závod na 10 000 metrů mužů na Zimních olympijských hrách 2022 se konal v hale National Speed Skating Oval v Pekingu dne 11. února 2022.
Závod vyhrál ve světovém rekordu Švéd Nils van der Poel, která po prvenství na trati 5000 m získal v Pekingu druhou zlatou medaili, druhý skončil Nizozemec Patrick Roest a třetí Ital Davide Ghiotto. Češi v závodě nestartovali.

## Rekordy
Před závodem měly rekordy následující hodnoty:
| Světový rekord    | Nils van der Poel | 12:32,95      | Thialf, Heerenveen            | 14. února 2021 |
| Olympijský rekord | Ted-Jan Bloemen   | 12:39,77      | Gangneung Oval, Pchjongčchang | 15. února 2018 |
| Rekord dráhy      | nezaznamenáno     | nezaznamenáno | nezaznamenáno                 | nezaznamenáno  |

## Výsledky
| Pořadí           | Dvojice | Dráha | Jméno              | Země          | Čas           | Ztráta   |
| ---------------- | ------- | ----- | ------------------ | ------------- | ------------- | -------- |
| Zlatá medaile    | 5       | I     | Nils van der Poel  | Švédsko       | 12:30,74 (WR) | 0,00     |
| Stříbrná medaile | 2       | O     | Patrick Roest      | Nizozemsko    | 12:44,59      | +13,85   |
| Bronzová medaile | 5       | O     | Davide Ghiotto     | Itálie        | 12:45,98      | +15,24   |
| 4.               | 4       | O     | Jorrit Bergsma     | Nizozemsko    | 12:48,94      | +18,20   |
| 5.               | 4       | I     | Alexandr Rumjancev | Sportovci ROV | 12:51,33      | +20,59   |
| 6.               | 1       | O     | Graeme Fish        | Kanada        | 12:58,80      | +28,06   |
| 7.               | 3       | O     | Patrick Beckert    | Německo       | 13:01,23      | +30,49   |
| 8.               | 6       | I     | Ted-Jan Bloemen    | Kanada        | 13:01,39      | +30,65   |
| 9.               | 2       | I     | Michele Malfatti   | Itálie        | 13:01,42      | +30,68   |
| 10.              | 6       | O     | Bart Swings        | Belgie        | 13:02,43      | +31,69   |
| 11.              | 3       | I     | Rjósuke Cučija     | Japonsko      | 13:02,49      | +31,75   |
| 12.              | 1       | I     | Peter Michael      | Nový Zéland   | 13:33,53      | +1:02,79 |

### Mezičasy medailistů
| Jméno             | Země       | 400 m         | 800 m           | 1200 m          | 1600 m          | 2000 m          | 2400 m          | 2800 m          | 3200 m          | 3600 m          | 4000 m          | 4400 m          | 4800 m          | 5200 m          | 5600 m          | 6000 m          | 6400 m          | 6800 m          | 7200 m          | 7600 m          | 8000 m           | 8400 m           | 8800 m            | 9200 m            | 9600 m            | Cíl               |
| ----------------- | ---------- | ------------- | --------------- | --------------- | --------------- | --------------- | --------------- | --------------- | --------------- | --------------- | --------------- | --------------- | --------------- | --------------- | --------------- | --------------- | --------------- | --------------- | --------------- | --------------- | ---------------- | ---------------- | ----------------- | ----------------- | ----------------- | ----------------- |
| Nils van der Poel | Švédsko    | 34,81 (+0,46) | 1:04,41 (0,00)  | 1:34,79 (0,00)  | 2:04,89 (0,00)  | 2:35,15 (0,00)  | 3:05,25 (0,00)  | 3:35,29 (0,00)  | 4:05,29 (0,00)  | 4:35,40 (0,00)  | 5:05,42 (0,00)  | 5:35,52 (0,00)  | 6:05,42 (0,00)  | 6:35,48 (0,00)  | 7:05,43 (0,00)  | 7:35,42 (0,00)  | 8:05,29 (0,00)  | 8:35,12 (0,00)  | 9:05,00 (0,00)  | 9:34,76 (0,00)  | 10:04,40 (0,00)  | 10:34,26 (0,00)  | 11:03,77 (0,00)   | 11:33,23 (0,00)   | 12:02,14 (0,00)   | 12:30,74 (0,00)   |
| Patrick Roest     | Nizozemsko | 35,25 (+0,90) | 1:06,10 (+1,69) | 1:37,31 (+2,52) | 2:08,51 (+3,62) | 2:39,29 (+4,14) | 3:10,27 (+5,02) | 3:41,03 (+5,74) | 4:11,77 (+6,48) | 4:42,44 (+7,04) | 5:13,24 (+7,82) | 5:43,80 (+8,28) | 6:14,41 (+8,99) | 6:44,59 (+9,11) | 7:14,80 (+9,37) | 7:44,80 (+9,38) | 8:14,74 (+9,45) | 8:44,52 (+9,40) | 9:14,32 (+9,32) | 9:44,17 (+9,41) | 10:14,01 (+9,61) | 10:43,99 (+9,73) | 11:13,89 (+10,12) | 11:44,08 (+10,85) | 12:14,37 (+12,23) | 12:44,59 (+13,85) |
| Davide Ghiotto    | Itálie     | 34,35 (0,00)  | 1:04,69 (+0,28) | 1:34,84 (+0,05) | 2:05,52 (+0,63) | 2:35,96 (+0,81) | 3:06,76 (+1,51) | 3:37,11 (+1,82) | 4:07,68 (+2,39) | 4:38,55 (+3,15) | 5:08,99 (+3,57) | 5:39,39 (+3,87) | 6:09,82 (+4,40) | 6:40,04 (+4,45) | 7:10,34 (+4,91) | 7:40,50 (+5,08) | 8:10,64 (+5,35) | 8:40,86 (+5,74) | 9:11,08 (+6,08) | 9:41,39 (+6,63) | 10:11,70 (+7,03) | 10:41,92 (+7,55) | 11:12,27 (+8,50)  | 11:43,17 (+9,94)  | 12:14,28 (+12,14) | 12:45,98 (+15,24) |